# Ту негде покрај нас
„Ту негде покрај нас” је југословенска телевизијска серија снимљена 1965. године у продукцији ТВ Загреб.

## Улоге
| Глумац            | Улога |
| ----------------- | ----- |
| Борис Бузанчић    |       |
| Звонимир Чрнко    |       |
| Звонимир Ференчић |       |
| Марија Алексић    |       |
| Ђурђа Ивезић      |       |
| Ана Карић         |       |
| Ива Марјановић    |       |
| Фабијан Шоваговић |       |
| Бранко Шпољар     |       |
| Крешимир Зидарић  |       |

Комплетна ТВ екипа  ▼
| Редитељ    | Берислав Макаровић |
| Сценариста | Милан Гргић        |